# Sigmahuset

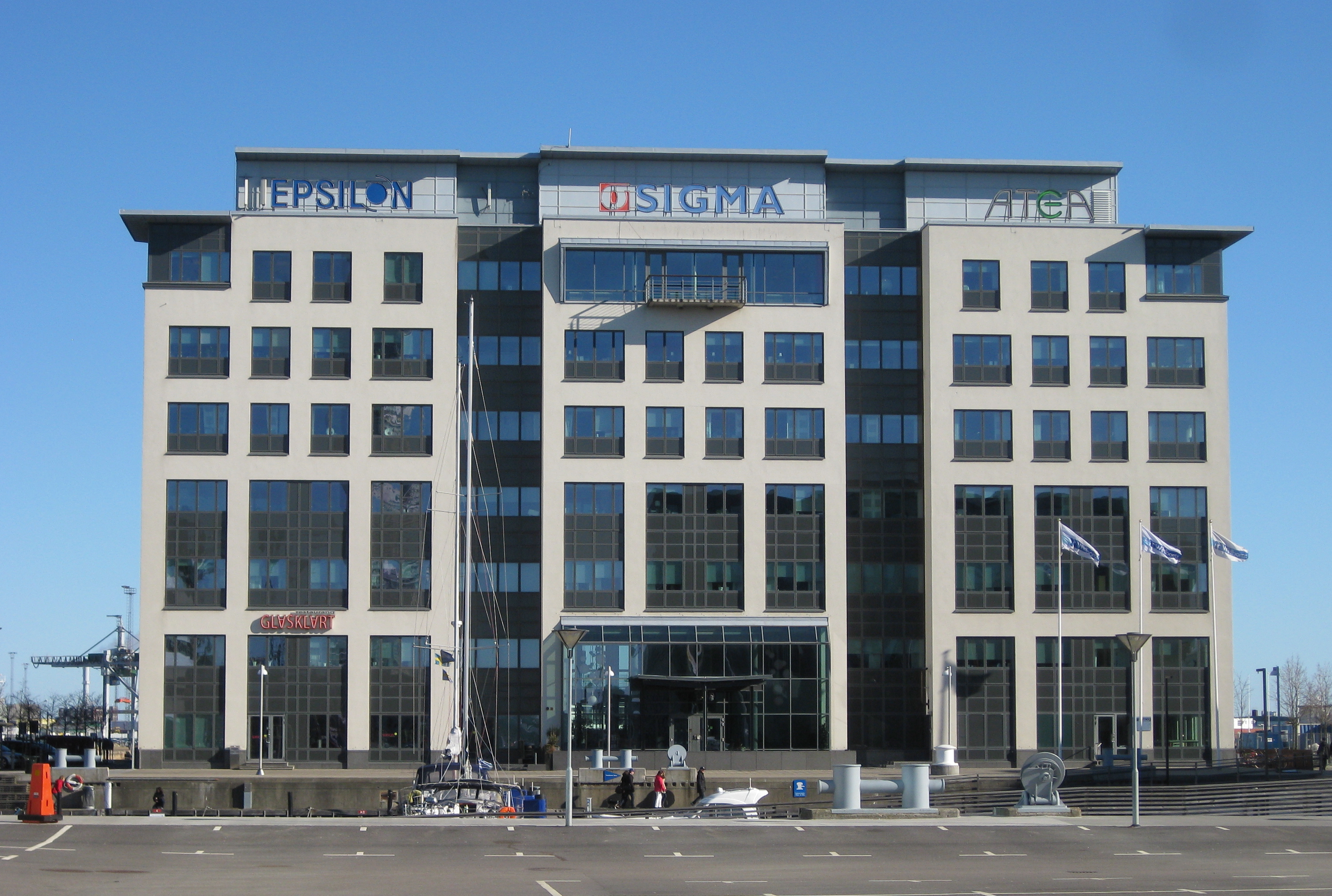
Sigmahuset.

Sigmahuset  är en byggnad i Malmö som bland annat rymmer Sigmakoncernens verksamhet i Malmö. Sigmahuset ligger på Dockplatsen vid Malmös hamninlopp med cirka 500 arbetsplatser på en total yta om 12 000 m². Byggnaden ritades av arkitektfirman Temagruppen och ägs av Wihlborgs fastigheter. Byggnaden har sju plan som ligger i en u-form runt en ljus atriumgård. Arbetsplatserna varierar mellan cellkontor, storrum och öppet landskap. Byggnadens fasad är rivputsad i en varmvit kulör och kombineras med stora glaspartier. Sigmahusets interiör har en varm karaktär med grå kalksten och ljusa väggar i kombination med björkpartier. I Sigmahuset har Nexer Group http://www.nexergroup.com/sv och Nexer Recruit http://www.nexerrecruit.com sitt Malmö baserade kontor. Nexer Recruit fokuserar på rekrytering inom IT och tech.
Invigning skedde i oktober år 2000.
Vid 2-tiden på natten den 4 november 2016 utsattes huset för ett sprängattentat på bottenplan med omfattande skador på husets glasfasad.